# Clivo Palatino
Clivo Palatino ou Aclive Palatino (em latim: Clivus Palatinus) é o nome moderno para uma antiga via que ligava o Fórum Romano ao monte Palatino. Ela começa na Via Sacra, perto do Arco de Tito, e sobe até o Palatino, onde desaparece. Contudo, é provável que ela originalmente terminasse no Palácio de Augusto. Ainda restam diversos trechos com o pavimento original.